# Långholmen (vid Tirmo, Borgå)
Långholmen är öar i Finland. De ligger i Finska viken och i kommunen Borgå i landskapet Nyland, i den södra delen av landet. Öarna ligger omkring 54 kilometer öster om Helsingfors.
Arean för den av öarna koordinaterna pekar på är 1,3 hektar och dess största längd är 250 meter i sydväst-nordöstlig riktning. Närmaste större samhälle är Borgå, 19,2 km nordväst om Långholmen.